# Parti ouvrier indépendant

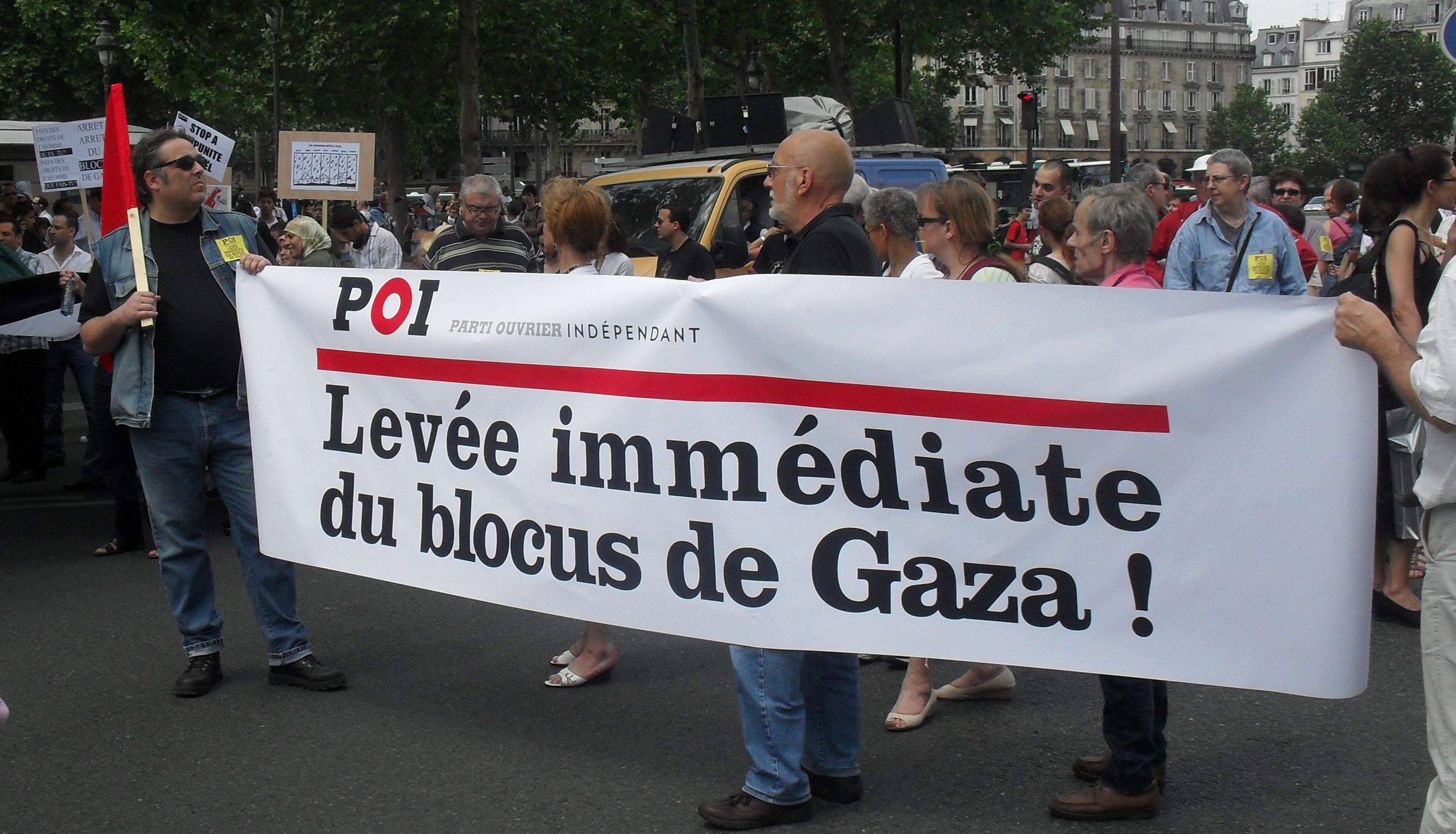
Logo strany 'Parti ouvrier indépendant'

Parti ouvrier indépendant (POI) (česky Nezávislá dělnická strana) je francouzská politická strana založená v červnu 2008. Vznikla po rozpuštění Strany pracujících (PT) a na prvním kongresu vykazovala 10 071 zakládajících členů.
POI představuje krajně levicový subjekt, programově se hlásící k třídnímu boji. Vychází z marxistické (především trockistické) tradice, prosazuje ale také anarchosyndikalismus. Heslo strany zní: "Za socialismus, republiku a demokracii ! "
Strana vydává týdeník Informations ouvrières.